# Hermsdorf/Erzgeb.
Hermsdorf/Erzgeb. település Németországban, azon belül Szászország tartományban. Lakosainak száma 782 fő (2023. december 31.). Hermsdorf/Erzgeb. Hartmannsdorf-Reichenau, Schmiedeberg, Altenberg, Mittelsachsen járás és Moldava községekkel határos.

## Népesség
A település népességének változása:
| Lakosok száma | 790  | 774  | 776  | 772  | 782  |
|               | 2017 | 2019 | 2021 | 2022 | 2023 |